# Moyashi

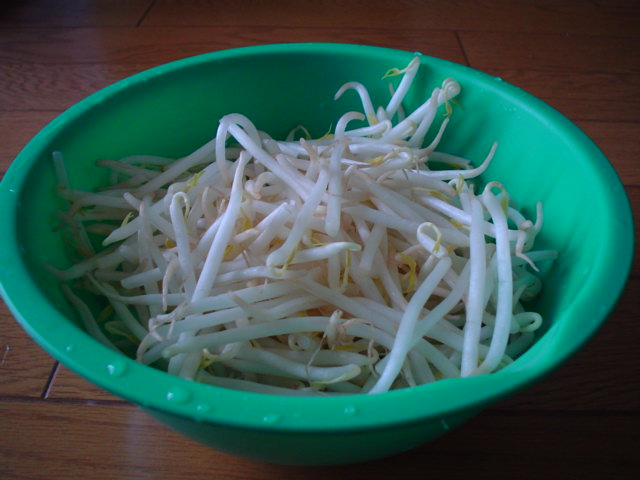
Moyashi ou brotos de feijão

Moyashi (もやし、萌やし、糵) é o broto da espécie de feijão conhecida como "Feijão-Moyashi" ou "Feijão-mungu-verde", cujo nome científico é Vigna radiata.

## História
Existem evidências sobre o uso da técnica de germinação no Japão. Acredita-se que a germinação tenha sido introduzida por monges budistas
Durante a Segunda Guerra Mundial, a facilidade e a rapidez do cultivo, necessitando-se de pouca luz, possibilitado pela técnica de germinação, possibilitou a produção de alimentos em navios de guerras japoneses.

## Germinação

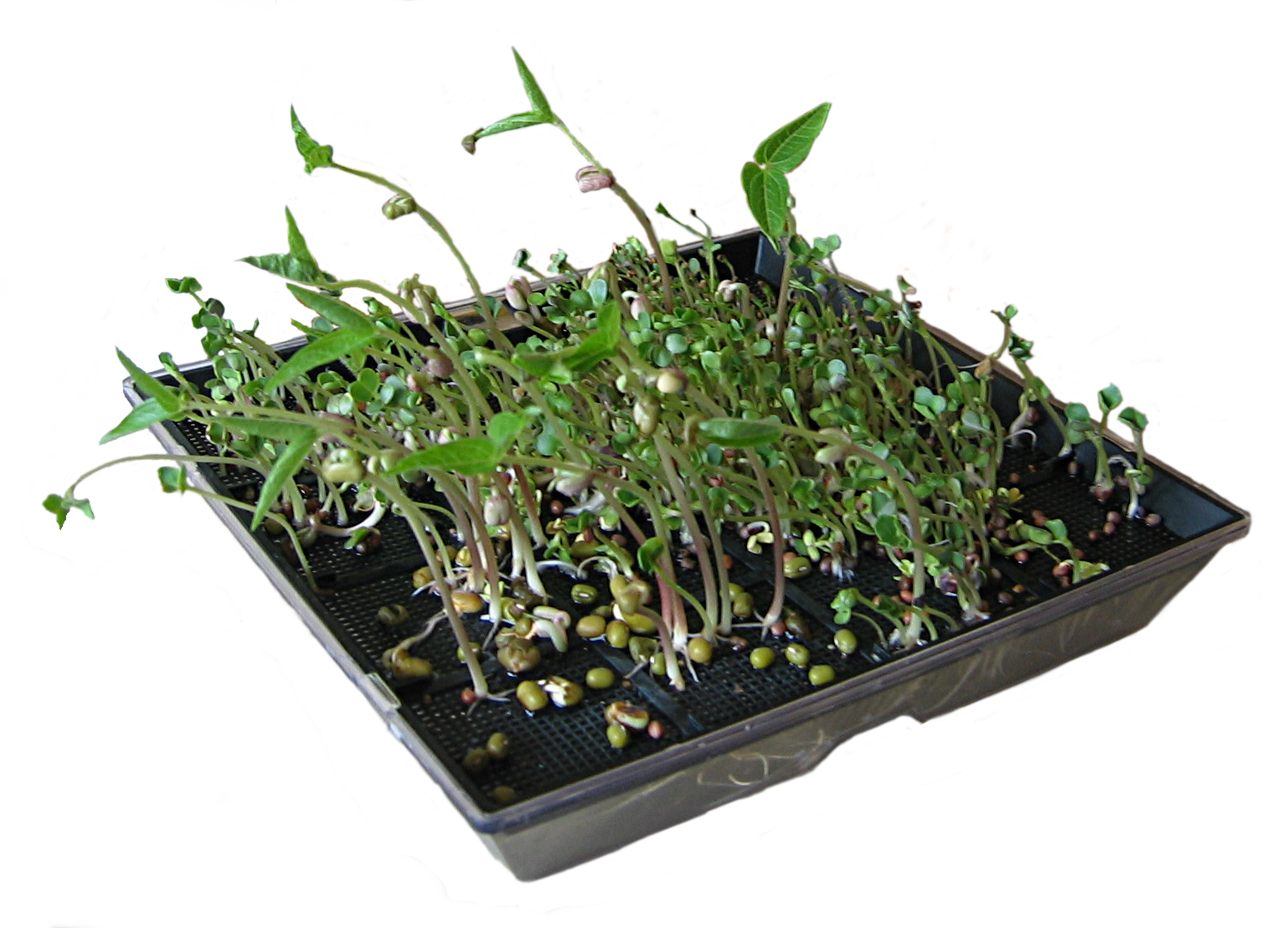
Compartimento onde sementes são colocadas.

O processo de brotação dos brotos é basicamente o mesmo independentemente do tipo de grão utilizado. Umidade, calor e pouca exposição à luz solar são necessários. O feijão-da-índia pode ser germinado sem luz. Sementes são umidificadas, e deixados em temperatura ambiente dentro de um compartimento transparente, com saídas permitindo excesso de água a ser drenada (caso os brotos estejam completamente submergidos em água, morrem e decompõem rapidamente), sendo enxaguados algumas vezes por dia.
Após 3 a 10 dias, os brotos crescem o suficiente para serem utilizados, devendo ser fervidos por cerca de 15 minutos para matar germes que podem estar presentes nos brotos. Devem ser utilizados rapidamente, especialmente se comprados em no atacado, onde recomenda-se que sejam utilizados dentro de dois dias após a compra.

## Uso na culinária
Brotos são um alimento relativamente popular no Japão devido à sua crocância e seu baixo custo. São preparados de forma a serem comidos quando crocantes, e fervura ou fritura em tempo pronlongado é evitado para evitar a perda de crocância. Tradicionalmente, os extremos de cada broto — o hige e o me — são removidos.
Os brotos são comumente comidos como parte de saladas. Também podem ser utilizados cozidos ou fritos à parte ou com outros ingredientes, e comumente são colocados em sopa de miso.

## Nutrição
Componentes nutricionais para cada 100 g de moyashi:
- Energia: 16 kcal
- Proteína: 2,3 g
- Carbohidrato: 2,4 g

Água compõe 94,4% dos brotos de feijão, ou seja, para cada 100 g, 94,4 g é composto por água. O valor nutritivo dos brotos aumentam com a exposição à luz. A “crocância” dos brotos pode ser aumentada diminuindo o tempo que os brotos são expostos à luz, embora isto diminua o valor nutricional dos brotos.